# Nicole Bonvalot
Pour les articles homonymes, voir Bonvalot.
Nicole Bonvalot, née en 1490 à Besançon, et morte dans la même ville le 27 juillet 1570, est une noble franc-comtoise du comté de Bourgogne.

## Biographie
Fille de Jacques Bonvalot, chevalier, seigneur de Champagney, gouverneur de la ville de Besançon à plusieurs reprises entre 1505 et 1533, chevalier des Eperons d'Or et de son épouse Dame Marguerite, née Merceret, dont la famille aisée est originaire de Salins. Elle est la sœur de François Bonvalot, né vers 1492, abbé de l'abbaye Saint-Vincent de Besançon puis de l'abbaye de Luxeuil.
En 1513, elle épouse Nicolas Perrenot de Granvelle, docteur en droit, qui fut conseiller de Charles Quint.
Elle est la Dame de Renaix de 1550 jusqu'à sa mort en 1570, son mari ayant acquis, par achat en 1549, la seigneurie de Renaix.

## Armoiries
- D'argent à trois jumelles de gueules

## Enfants
Nicole Bonvalot met au monde entre 1514 et 1536 15 enfants dont 4 mourront avant l'âge adulte.
- Antoine, né le 22 mai 1514, mort en bas âge.
- Jeanne, née le 2 septembre 1515, morte jeune.
- Marguerite, née le 16 juillet 1516, épouse en premières noces de Léonard de Grammont, gruyer de Bourgogne, puis en secondes noces de Jean d'Achey, baron de Thoraise.
- Antoine, né le 26 août 1517, cardinal de Granvelle, conseiller de Charles Quint puis de Philippe II d'Espagne.
- Étiennette, née le 24 mars 1518, épouse de Guyon Mouchet, seigneur de Château Rouillaud
- Henriette, née le 18 mars 1519, épouse de Claude Le Blanc, seigneur d'Ollans, gruyer de Bourgogne, capitaine des gardes de son Altesse Royale de Lorraine.
- Thomas, né le 15 juin 1521, époux d'Hélène de Bréderode.
- Jacqueline, née le 28 novembre 1522, morte en bas âge.
- Jérôme, né le 14 mai 1524, seigneur de Champagney, gentilhomme de la bouche du Roi Catholique, surintendant de Flandre, mort sans postérité en 1554, d'une blessure reçue devant Montreuil-sur-Mer.
- Marguerite née le 20 octobre 1525, à Malines, épouse d'Antoine de Laubépin, baron de l'Aigle en premières noces, puis de Ferdinand de Lannoy, duc de Boyanne.
- Anne, née en janvier 1526 ou 1527, à Malines, épouse de Marc de Beaujeu, gruyer de Bourgogne, seigneur de Montot.
- Laurence, née le 3 mars 1528, à Besançon, épouse de Claude de Chalant, baron de Verjon, puis en secondes noces de Pierre de Montluel[4], seigneur de Chateaufort et de Corcelles, bailli de Bugey.
- Françoise, née le 9 janvier 1531 à Bruxelles, jumelle de Charles, elle est morte en bas âge.
- Charles, jumeau de Françoise, né le 9 janvier 1531, à Bruxelles, protonotaire, chanoine archidiacre de la métropolitaine de Besançon, abbé du Parc en Sicile et de l'abbaye Notre-Dame de Faverney, au comté de Bourgogne.
- Frédéric, né à Barcelone le 2 avril 1536, seigneur de Champagney à la mort de son frère Jérôme en 1554, seigneur de Renaix en 1570. Gouverneur d'Anvers et conseiller au conseil d'État pour le roi Philippe II d'Espagne, époux de Constance de Berchem. Il fut banni des Pays-Bas et mourut à Dole en 1602.